# Оловянная игрушка
«Оловянная игрушка» (англ. Tin Toy) — компьютерный короткометражный мультфильм студии Pixar, снятый в 1988 году Джоном Лассетером. Мультфильм, длящийся 5 минут, рассказывает о Тайни, оловянной игрушке человека-оркестра, который пытается спрятаться от маленького ребёнка, ломавшего игрушки. Это третий короткометражный мультфильм, продюсированный небольшим анимационным отделом компании, выпуск которого был рискованным: в связи с разработкой основного продукта Pixar, программного обеспечения для обработки анимации, компания находилась под финансовыми ограничениями.
Мультфильм являлся официальным испытанием нового программного обеспечения RenderMan и бросил новые вызовы анимационной команде, а именно — нелёгкое придание реалистичности Билли. Спустя некоторое время «Оловянная игрушка» привлекла внимание компании Disney, заключившую позже контракт на создание «Истории игрушек», которая, прежде всего, была навеяна элементами из «Оловянной игрушки».
Премьера не до конца завершённого мультфильма на конференции SIGGRAPH в августе 1988 года завершилась под овации учёных и инженеров. «Оловянная игрушка» получила первый Оскар для компании Pixar в категории «Лучший анимационный короткометражный фильм», став первым CGI-фильмом, получившим Оскар. Получение этой награды показало, что компьютерная анимация стала самостоятельным художественным жанром вне узкого круга SIGGRAPH и мультфестивалей. В 2003 году «Оловянная игрушка» была внесена в Национальный реестр фильмов Библиотеки Конгресса как обладающая «культурным, историческим или эстетическим значением».

## Сюжет
Действие фильма происходит в детской комнате и развивается между игрушечным механическим человеком-оркестром по имени Тайни и ребёнком по имени Билли. Тайни радуется возможности поиграть с Билли до тех пор, пока не замечает, как тот обращается с игрушками. Тайни убегает под диван, где обнаруживает десятки других старых игрушек, тоже прячущихся там во избежание возможности попасть в руки Билли. Тогда Билли падает плашмя на паркет и начинает громко плакать, после чего Тайни стыдится за себя. Он решает помочь малышу, несмотря ни на что. Ему удаётся развеселить Билли, однако тот тут же хватает его и начинает трясти, а потом кидает прочь. Как только Тайни оправляется от этого, он видит, что Билли забыл о нём и уже играет с коробкой из-под игрушек. Билли уходит с мешком на голове, и Тайни следует за ним. В конце титров, когда Билли и Тайни покидают комнату, другие игрушки выходят из своих укрытий.

## Товары
В 2010 году Pixar продали лицензию на производство Оловянной игрушки компании MINDStyle, которая выпустила игрушку Тайни внутри серии «Art Toy Collectible» ограниченным тиражом в 500 штук и ценой 90 долларов. В коробке, которая является точнейшей копией коробки из мультфильма, также находилась копия раскадровки одной из сцен мультфильма.

## Сиквел
В начале 1990-х годов компании Pixar и Дисней начали договариваться о создании первого полнометражного компьютерного анимационного мультфильма. Проект получил право на жизнь, однако, Pixar решили сперва создать специальную получасовую картину, чтобы убедиться в том, что они смогут управлять производством полнометражной. Продолжение «Оловянной игрушки» должно было называться «Оловянная игрушка: Рождество». Согласно сюжету, Тайни являлся частью набора игрушек, который не могли реализовать многие годы. Отдельно от других игрушек своего набора Тайни по ошибке оказывался в магазине игрушек, где он встретил других персонажей, в том числе и плюшевого розового медведя по имени Лотсо.
Проект был заброшен из-за того, что телевизионная сеть, которая должна была производить мультфильм, не могла позволить себе необходимый бюджет (по словам директора Пита Доктера, потребовалась бы сумма, в 18 раз превышающая позволенный бюджет). Компания Дисней была заинтересована проектом и договорилась с Pixar о создании мультфильма, который позже получил коммерческий успех. Персонаж Лотсо, однако, был адаптирован в Истории игрушек: Большой побег.

## Отсылки
- В видеоигре «Toy Story» на книжной полке Энди видна книга «Tin Toy».
- В «Истории игрушек 2» есть небольшой отрывок «Оловянной игрушки», когда Рекс листает каналы, чтобы найти рекламу Цыплёнка Эла.
- Некоторые из игрушек, который прятались под диваном, появились в «Истории игрушек: Большой побег».
- Персонаж «Оловянная игрушка» имеет эпизодическую роль в четвёртой части, когда игрушки проводят операцию по спасению Вилкинса.